# Treviso (Santa Catarina)
Treviso es un municipio brasileño del estado de Santa Catarina. Tiene una población estimada al 2021 de 4 002 habitantes. Forma parte de la Región metropolitana Carbonífera.

## Historia
El actual municipio fue fundado por el migrante italiano Arcangelo Bianchin en julio de 1891, quien además promovió a otros italianos a mudarse a la localidad, llamada en aquel entonces Nova Treviso.
En 1901, Nova Treviso pasó a formar parte del municipio de Urussanga. Elevado a distrito en 1926 y cambiando su nombre a Treviso, con la emancipación de Siderópolis en 1958, Treviso, pasó a ser distrito del nuevo municipio.
Treviso fue una localidad favorecida económicamente con el auge de la minería del carbón a principios del siglo XX.
El distrito pasó a municipio el 8 de julio de 1995.